# Martin Wierstra
Martin Wierstra (ur. 29 maja 1928 w Amsterdamie  – zm. 23 października 1985 tamże) – holenderski kolarz torowy, srebrny medalista mistrzostw świata.

## Kariera
Największy sukces w karierze Martin Wierstra osiągnął w 1960 roku, kiedy zdobył srebrny medal w wyścigu ze startu zatrzymanego zawodowców podczas mistrzostw świata w Lipsku. W zawodach tych wyprzedził go jedynie Hiszpan Guillermo Timoner, a trzecie miejsce zajął kolejny Holender Norbert Koch. Był to jedyny medal wywalczony przez Wierstrę na międzynarodowej imprezie tej rangi. W tej samej konkurencji zdobył cztery medale na mistrzostwach Holandii, w tym złote w 1957, 1960 i 1961 roku. Nigdy nie wystartował na igrzyskach olimpijskich.